# Río Unare
El río Unare es un río de la cuenca hidrográfica en la parte central de Venezuela. Recorre parte de los estados Estado Anzoátegui y Guárico. Incluye dos lagunas de importancia, la de «Unare» y la de «Píritu», que están separadas por el río Unare.
La cuenca del Unare abarca los municipios Miranda, Mac Gregor, Zaraza, Cagigal, Aragua, Piritu, Peñalver, Guaribe, Bruzual, Ribas. 
En este río desaguan varios ríos: río Aragua, río Guerre, río Quebrada Honda, río Ipire, río Guanape, río Guaribe y el río La Encantada.

## Etimología
La palabra Unare viene de la palabra Dunare, que es de origen palenquero, tomada del Cacique Dunare quien ejercía dominio en la zona. Fray Pedro Simón quien recogió muchas reseñas históricas sobre estas áreas, así lo afirma. Sin embargo, con el tiempo la palabra sufrió una alteración y se empezó a mencionar como zona del «Unare», o «Unari».